# Бачевка
Бачевка — река в России, протекает по Александровскому району Владимирской области. Устье реки находится в 103 км по правому берегу реки Киржач (Большой Киржач) от её устья. Длина реки составляет 17 км, площадь водосборного бассейна — 77,4 км²
Сельские населённые пункты на реке: Паткино, Поречье, Межаково, Прокофьево, Новосёлка и Кудрино, Мячково. К югу от Поречья на реке плотина, ещё три плотины на её притоках. У Прокофьева пересекает автотрассу Р75 «Александров — Владимир».

## Данные водного реестра
По данным государственного водного реестра России относится к Окскому бассейновому округу, водохозяйственный участок реки — Клязьма от города Орехово-Зуево до города Владимир, речной подбассейн реки — бассейны притоков Оки от Мокши до впадения в Волгу. Речной бассейн реки — Ока.
Код объекта в государственном водном реестре — 09010300712110000031634.